# クロンダイクバー

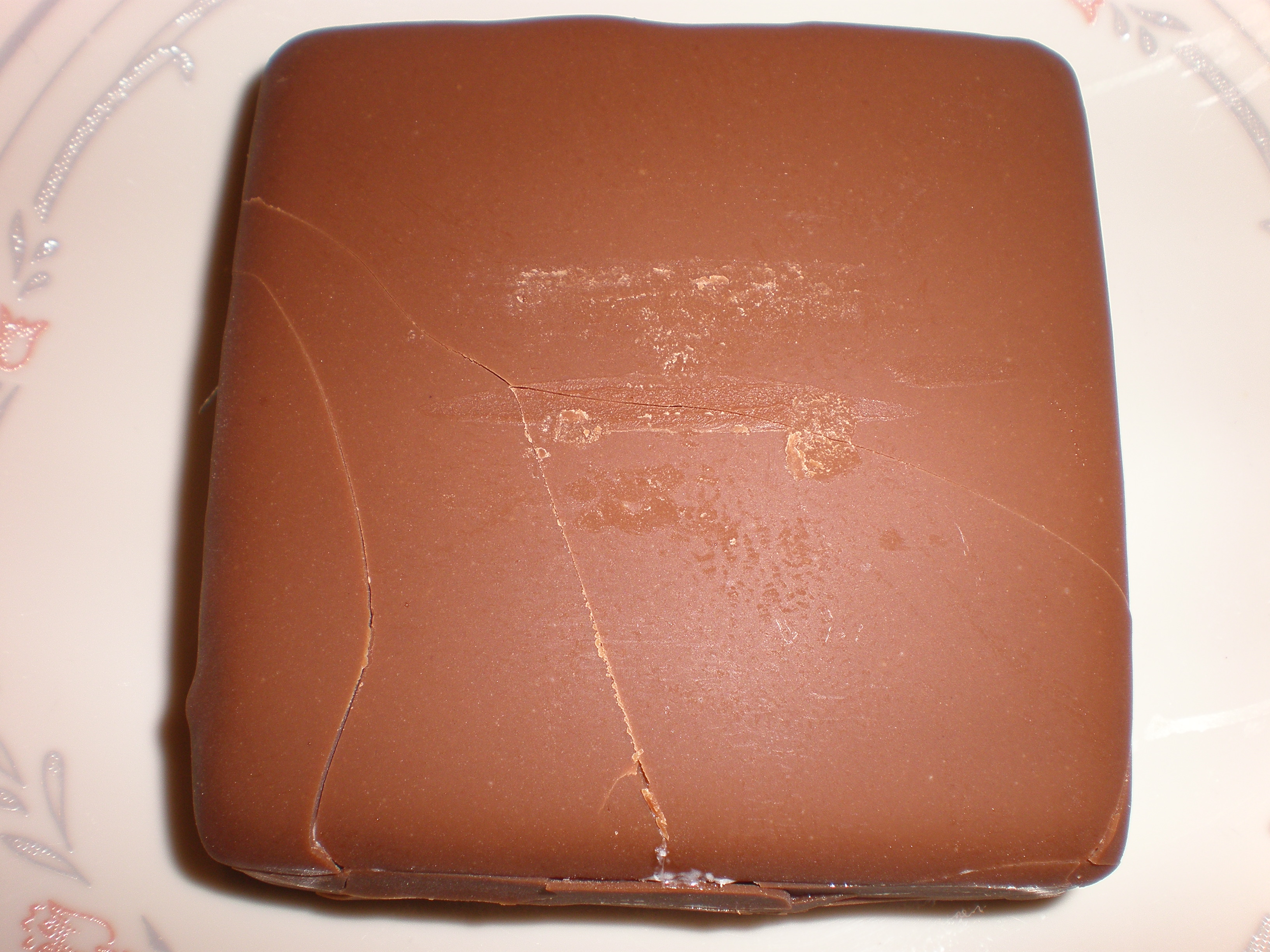

クロンダイクバー（Klondike bar）は、ユニリーバ傘下のIce Cream USAが主にアメリカ合衆国、カナダで製造、販売する氷菓。名前はアラスカ・カナダを流れるクロンダイク川に由来する。
様々な味のアイスクリームをチョコレートやカラメルでコーティングしたものが主商品。
1920年代にアイサリー乳業によって発明、製造されオハイオ州ヤングスタウンにて販売を開始。後にユニリーバ・ブライヤーズ（Good-Humor Breyers unit）に売却され現在に至る。